# Межличностная аттракция
Межли́чностная аттра́кция — механизм восприятия другого человека, возникающий на основе устойчивого положительного чувства, которое способствует формированию привязанности, дружеских чувств, симпатии или любви.
Следует учесть, что под аттракцией понимают как процесс так и результат формирования привлекательности какого-либо человека для воспринимающего. Л. Я. Гозман выделяет в понятии межличностной аттракции три аспекта: аффективный компонент, отношение (то есть мотивационно-волевой и поведенческий компоненты) и оценки другого человека (когнитивный компонент).
Изучение межличностной аттракции является одной из ключевых тем исследований социальной психологии и посвящено главным образом выяснению факторов, обуславливающих появление положительных межличностных отношений.

## Измерение
Существует два направления методических разработок — первое ориентировано на создание процедур регистрации аттракции между незнакомыми или малознакомыми людьми, второе — между членами устойчивых пар.
В настоящее время существуют два основных метода исследования в этой области, связанные с регистрацией аттракции между незнакомыми людьми и между устойчивыми парами. Они, в свою очередь, разделяются на вербальные и невербальные.
Наиболее часто используемым вербальным методом в психологии является индекс Брайана Бирна, в основе которого лежит шкала межличностных оценок. В этой шкале испытуемый оценивает другого человека по таким характеристикам как интеллект, знакомство с последними событиями, нравственность, уровень адаптации, чувство симпатии или антипатии, желание или нежелание респондента сотрудничать. Аттракция, измеренная таким образом, высоко коррелирует с данными других методик. Однако, данная методика обладает низкой ретестовой надёжностью, что делает невозможным её использование в лонгитюдных исследованиях. Регистрация невербальных реакций решает эту проблему. Невербальные показатели такие как дистанция между участниками общения и их взаимное расположение, направление взгляда и разные психофизиологические показатели устойчивы к повторению, имеют большую конструктивную валидность и в большинстве случаев не зависят от воли субъекта.

## Причины
Были изучены многие факторы, лежащие в основе межличностной аттракции. Наиболее широкое распространение получили исследования физической привлекательности, близости, сходства, взаимодополняемости, взаимной симпатии и дружбы.

## Эффект близости
Наиболее распространённой причиной возникновения аттракции считается фактор пространственной близости между людьми. Многочисленные данные наблюдений свидетельствуют о влиянии частоты общения и встреч на межличностную симпатию. Ярким примером могут служить исследования Л. Фестингера, С. Шахтера и К. Бэка, которые показали, что большинство дружеских отношений складываются между студентами, проживающими по соседству в одном здании общежития. Здесь также действует эффект «простого нахождения в поле зрения», заключающийся в возрастании вероятности позитивной оценки стимулов по мере увеличения частоты их встречаемости. Однако, есть и исключения. Дружеские отношения могут возникать без физического взаимодействия. Так, недавние исследования показывают, что интернет-общение по качеству и глубине схожи с общением при непосредственном взаимодействии.

## Эффект «простого попадания в поле зрения»
Как уже упоминалось выше, эффект простого попадания в поле зрения свидетельствует о связи между симпатией и частотой встречаемости стимула. Это относится в равной степени как к неодушевлённым объектам, так и к людям. Так, исследования Йоргенсена и Сервона (Jorgensen and Cervone, 1978) показывают, что лица незнакомцев вызывают больше симпатии при увеличении частоты встречаемости. Эти данные доказываются также оригинальным экспериментом Р. Морленда и С. Бич. В этом эксперименте помощницы экспериментаторов определённое количество раз посещали лекции, занимая хорошо видимые места в аудитории, и при этом не вступая ни с кем в общение. При завершении курса лекций студентам предлагалось оценить фотографии этих девушек. Оказалось, что большую аттракцию вызвали девушки, посетившие лекции наибольшее количество раз. Однако, частота воздействия не всегда усиливает привлекательность. Следует учесть, что для неприятных стимулов действует обратный эффект - число встреч с такими стимулами увеличивает неприязнь.

## Другие факторы аттракции

### Сходство
Исследования показывают, что одним из ведущих факторов, определяющим межличностную аттракцию, является сходство между людьми. Причём здесь имеется в виду сходство в самом широком смысле слова. Учитываются как физические, так и социальные характеристики: внешность, характер, жизненные цели и т. д. Считается, что чем более совпадают эти характеристики, тем счастливее люди в отношениях (Folkes, 1982, Wilson et al., 2006). Данный эффект основывается на чувстве самоутверждения: люди обычно стремятся к подтверждению своих убеждений и взглядов на жизнь. Так, активные люди любят быть вокруг таких же энергичных людей, а пессимисты предпочитают находиться рядом с другими негативно настроенными людьми (Locke & Horowitz, 1990).

### Физическая привлекательность
Одним из важных факторов установления межличностных отношений также является физическая привлекательность. Красивые люди обычно имеют более высокий статус и популярность. Кроме того, привлекательность часто связывается с положительными личными качествами и хорошими жизненными перспективами. Однако, несмотря на большую социальную успешность красивых людей, при выборе партнёра работает также принцип справедливости, заключающийся в равных вкладах партнёров в отношения, то есть стремления к поиску партнёра одной степени привлекательности.